# بابک خضرائی
بابک خضرائی (زادهٔ ۱۳۵۴) موسیقی‌دان و نوازنده ایرانی است. وی از منتقدان آثار موسیقی و همچنین عضو هیئت تحریریه فصلنامه موسیقی ماهور است.

## زندگی
بابک خضرائی در سال ۱۳۵۴ در اصفهان به دنیا آمد. او از سال ۱۳۷۲ به فراگیری ساز سنتور پرداخت و در سال ۱۳۷۹ برای تحصیل در رشتهٔ نوازندگی موسیقی ایرانی به دانشگاه هنر تهران راه یافت و سپس تحصیلاتش را در رشتهٔ پژوهش هنر با گرایش موسیقی ادامه داد. وی در همین دانشگاه در مقاطع کارشناسی ارشد و دکترا تحصیل کرد.

## فعالیت‌ها و آثار
خضرایی عضو هیئت تحریریهٔ فصلنامه موسیقی ماهور است. او در همین مجله مقاله‌های متعددی نوشته و منتشر کرده است و به جز آن در مجله‌های مختلف دیگر نیز مقاله‌هایی از او به چاپ رسیده است. خضرائی جمعاً بیش از ۶۰ مقاله پژوهشی در نشریات تخصصی موسیقی به انتشار رسانده است. او همچنین در دانشنامه جهان اسلام (که توسط بنیاد دائرةالمعارف اسلامی منتشر می‌شود) نیز مقاله‌ای در مورد رِنگ نوشته است. او عضو هیئت علمی بنیاد دائرةالمعارف اسلامی نیز هست و همچنین عضو هیئت مدیرهٔ کانون پژوهشگران خانه موسیقی است. خضرایی در سال ۱۴۰۰ به عنوان دبیر بخش پژوهش سی و هفتمین جشنواره موسیقی فجر منصوب شد.
خضرائی همچنین چهار کتاب منتشر کرده است که از این قرار هستند:
- صفی‌الدین از دیدگاه معاصر، تهران: فرهنگستان هنر، ۱۳۸۳. شابک ‎۹۶۴-۹۵۷۶۸-۶-X
- رساله شرفیه (ترجمه و تصحیح)، تهران: فرهنگستان هنر، ۱۳۸۵. شابک ‎۹۶۴-۸۸۰۲-۵۰-۵
- جامع‌الالحان (تصحیح)، تهران: فرهنگستان هنر، ۱۳۸۸. شابک ‎۹۷۸-۹۶۴-۲۹۸۶-۶۴-۴
- کلیات یوسفی (تصحیح)، تهران: مؤسسه تألیف، ترجمه و نشر آثار هنری، ۱۳۹۰. شابک ‎۹۷۸-۹۶۴-۲۳۲-۱۱۷-۹

از دیگر فعالیت‌های او می‌توان به آموزش نگارش مقاله‌ها و نقدهای موسیقی و داوری در جشنواره‌های موسیقی در ایراند از جمله فستیوال موسیقی کلاسیک ایرانی و جشنواره موسیقی فجر اشاره کرد.